# Шинная (станция)
Ши́нная (бел. Шы́нная) — грузовая железнодорожная станция, расположенная в промышленной зоне северной части города Бобруйск (Могилёвская область, Белоруссия). Является частью объединённой станции «Бобруйск» (вместе со станциями Бобруйск, Березина и Красный Брод). Обслуживает ряд крупных прилегающих промышленных объектов, в том числе завод по производству автомобильных шин компании «Белшина».
Построена и открыта в советские времена по причине строительства в непосредственной близости завода по производству шин (ныне — «Белшина»).